# Couvent des Cordeliers d'Embrun
Le couvent des Cordeliers est un ancien couvent franciscain, situé à Embrun, dans les Hautes-Alpes. Il accueille l'office de tourisme de la ville.

## Historique
Le Pape Clément VI, établit les Frères Mineurs à Embrun par une bulle  datée du 7 mars  1352 pour lutter contre  les hérétiques Vaudois : « Nous avons donné commission, » dit-il, à Guillaume, archevêque d'Embrun, et à   Pierre des Monts, de l'ordre des frères Mineurs, inquisiteur dans les diocèses d'Embrun, de Vienne,  d'Aix et d'Arles, « de purger entièrement ces provinces du poison mortel de l'hérésie, dont elles sont  infectées. »
Le couvent des  cordeliers d'Embrun  dépendait de la province de Saint François dont le chapitre général se tenait à Moirans, près de Grenoble. Il fut construit au XIIIe siècle  au temps des Dauphins de Viennois, comtes de l'Embrunois. Le couvent compte alors 13 moines dont deux mangent quotidiennement à la table de l'archevêque Humbert. Bâti hors de la ville,   il fut détruit au XIVe siècle.  Le Dauphin Humbert II  le fit rebâtir dans la ville. Ce prince assigna  une  redevance à ces religieux en froment et en vin, payée annuellement « pendant l'espace de mille ans » . Les frères mineurs Capucins d’Embrun  habitent dans une maison  au nord de l’ancienne église paroissiale de Saint-Vincent. L'église est construite entre 1413 et 1443. Elle a été consacrée en 1447.
Sous le règne de Louis XIII,  Embrun perd son rôle militaire : sa citadelle  est rasée sur décision du roi  en février 1633  : celui-ci décide de  donner ces nouveaux  terrains  aux Capucins    dont il avait autorisé  la présence à Embrun  par lettres patentes du 12 août 1633. Ce couvent fut  construit par Guillaume IX d'Hugues archevêque et capucin,   de     1644  à 1645 grâce  à la générosité de  Chantaraine des Crottes, du sacristain Hugues Emé  (qui leur fera don de sa bibliothèque), et la sienne, de six mille livres. Ce couvent est orné de fresques remarquables,  on y trouvait aussi une statue de Saint Antoine (présence des Antonins). Le nombre de moine passa  de trente  à huit, puis quatre moines, enfin un ou deux.
Après la Révolution, l'église devint une halle aux grains. Elle est en partie détruite par le feu. La nef et le collatéral sud sont détruits en 1912. Le collatéral nord subsistant abrite  de nos jours l'Office du Tourisme d'Embrun. On a découvert sous des enduits de plâtre des décors peints. Ils ont été restaurés de 1969 à 1971. Ces peintures murales ont été réalisées par des artistes italiens des XVe et XVIe siècles.
L'ancien couvent des Cordeliers est partiellement protégé au titre des monuments historiques: Le réfectoire et les autres restes : inscription par arrêté du 19 février 1971 ; Quatre chapelles latérales, ornées de peintures murales (restes de l'église) : classement par arrêté du 19 février 1971. Il subsiste le réfectoire du couvent et des parties du cloître dans des propriétés privées et de magnifiques fresques des XVe et XVIe siècles dues à des peintres italiens.

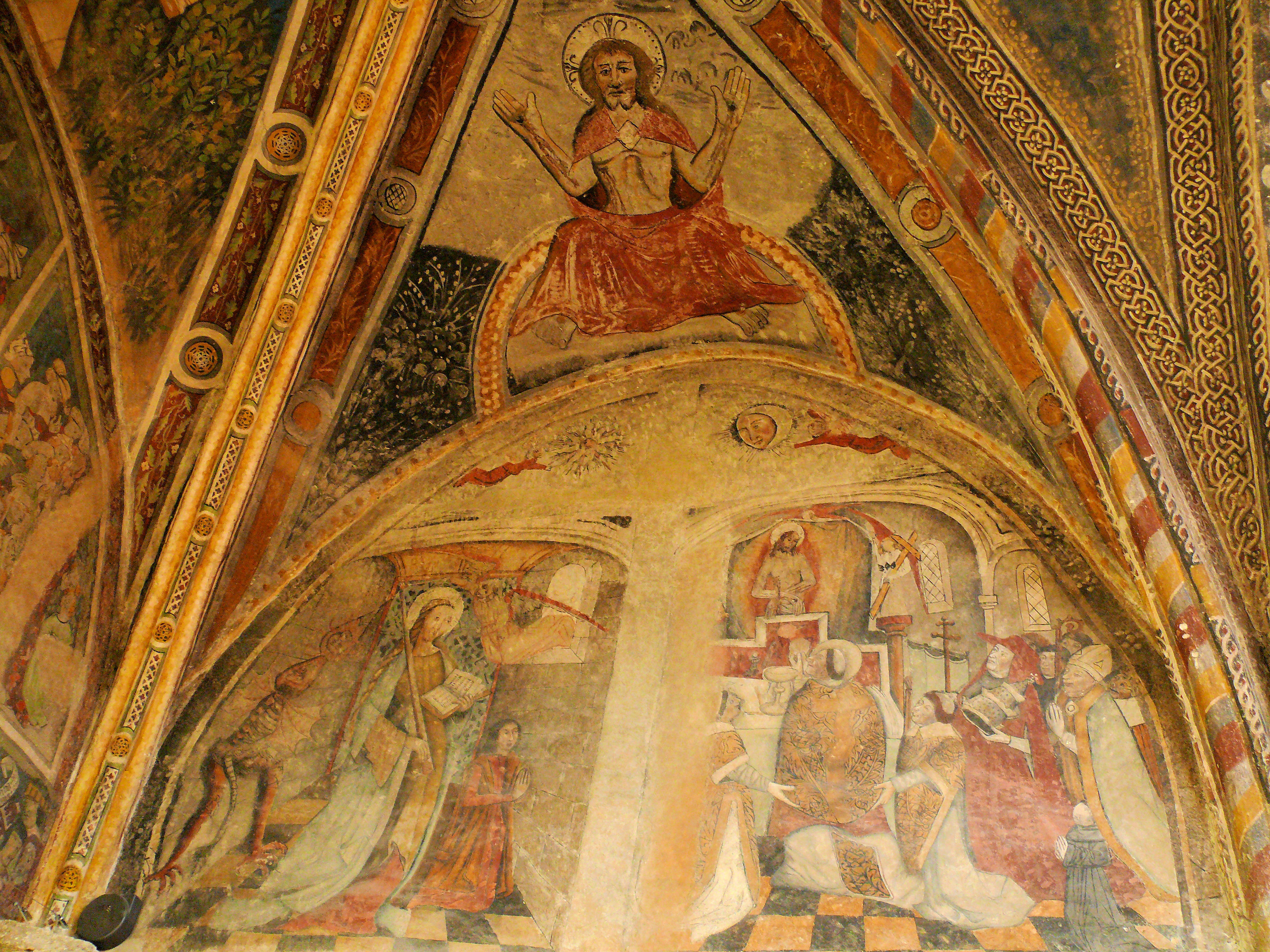
Fresque d'une chapelle latérale.